# 中台山

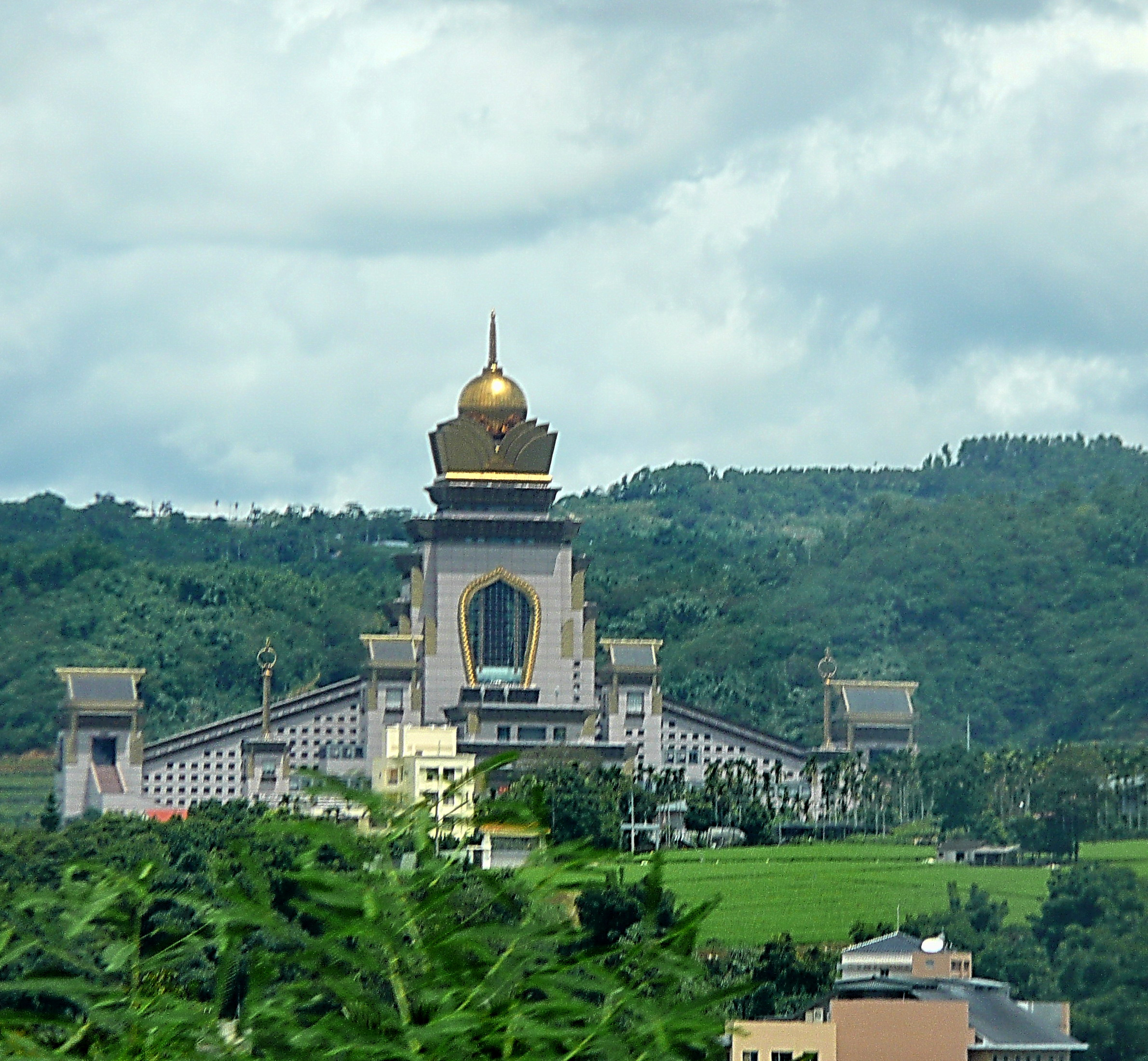
中台禪寺建築遠景

中台禪寺，又稱中台山，佛教寺廟，由釋虛雲的付法弟子釋惟覺創辦，是一個位在台灣南投縣埔里鎮的一個佛教寺廟，樓高達136.0米，三十七樓，為目前台灣最大、最高的佛教寺廟，且為世界第二高的佛教建築（僅次於中國大陸常州的天寧寶塔），完工後曾獲「二〇〇二年台灣建築獎」、「二〇〇三年國際燈光設計獎」等獎項。與法鼓山、佛光山和慈濟基金會統稱台湾佛教四大山头。

## 建築特色
中台禪寺由李祖原建築師事務所設計，從1990年開始初期的規劃，1994年9月4日，舉行「中台禪寺開山動土奠基大典」。1995年，通過建築執照，正式動工。經三年的申請、開發、規畫，七年的工程進行及細部設計，於2001年9月1日正式完工啟用。建築本身長230公尺、寬130公尺，建築高度從地面到塔尖高度達136公尺，樓高三十七樓。

## 單位簡介

### 知客室
主體殿堂的右方是知客室，負責一切迎送賓客的事務。

### 圖書館
中台山圖書館位於主體一樓後方，即是提供大眾深入經藏，研究經教之重鎮。目前藏書共約三萬餘冊，除收藏佛教經典及圖書外，更廣集文學、史學、哲學及藝術類等世學書籍。圖書館內設有公共閱覽區、雜誌區、個人研究室、電腦查詢區、轉錄室、待檢書區等多元化及多功能的空間。在藏書方面，館方尤致力於佛教大藏經的典藏及供養，「藏經閣」內典供有《原木刻版乾隆大藏經》、《龍藏》、明版《嘉興藏》、宋版《磧砂藏》、《中華大藏經》、《巴利藏》、《永樂北藏》、《洪武南藏》<註2>等十五種版本之藏經，在全世界典藏佛教大藏經中堪稱完備者。

### 五觀堂
五觀堂是中台禪寺的餐廳。對於吃，食存五觀，即：
1. 計功多少，量彼來處。一日三時粥飯，所食的美味素齋，皆是得來不易，故受食時，應作此觀。
2. 忖己德行，全缺應供。檢討自己的德行，是否具足戒定慧三學，藉此警醒行者，常當精勤用功。
3. 防心離過，貪等為宗。須防心離於貪瞋癡三過：於美味食物不起貪心，見下味食不起瞋心，時時起覺照，觀想一切飲食皆為眾緣合和，莫恣意貪圖美味。
4. 正事良藥，為療形枯。應視飲食為滋養假有色身之藥，心不起貪著。
5. 為成道業，應受此食。一切所食皆為資身修道之用。由觀想此五事之故，齋堂又稱「五觀堂」。

齋堂外，懸掛著雲板，具報時作用。門口兩側有一幅楹聯，刻著「鐘鳴板響常將生死掛心頭，粥來飯往莫把光陰遮面目」。

### 大寮
大寮為中台禪寺的廚房，平日要供應千餘人之飲食，乃至法會期間更多及上萬人數。

### 圓明殿
圓明殿前後佛龕分別供奉坐式、立式千手千眼觀世音菩薩，殿堂陳列著《普門品》觀音菩薩三十二應化身，以及《大悲咒》的八十四相。

### 禪悅苑
位於主體地下一樓、鹿野園旁。緊臨鹿野園處，左右是兩座石雕六牙大象，象身披掛著瓔珞。環顧四周，陳列著各種佛教文物，有代表不同時代、文化的諸佛、菩薩、祖師、尊者以及護法菩薩的塑像，還有各種材質的念珠、法器、供燈、各種大小款式的水晶、雅石等。

### 菩提公園
循著中台禪寺正門，旋繞圓環，拾級而上，即是林木蒼鬱的菩提公園。公園入口處左側的許願池，佇立著手持淨瓶、慈視眾生的九龍觀音。

## 曾出家藝人
| 藝人名 | 法名 | 備註                                                   |
| ------ | ---- | ------------------------------------------------------ |
| 張峰奇 | 見甦 | 因9歲參加佛學夏令營關係出家成為沙彌，921大地震之後還俗 |
| 桑妮   | 見悠 | 2001年3月13日出家至2002年11月15日還俗                  |

## 活動
分别於2001年、2005年、2008年、2011年, 傳授如來三壇大戒暨在家菩薩戒。

## 爭議

### 大學生集體剃度事件
1996年9月中台山舉辦佛學夏令營，有40多名女大學生（包括藝人黃安的妹妹黃淑君）在未通知親屬的情況下集體剃度出家，10餘名家屬來禪寺尋人，拉白布條要求見面，但寺方人員卻不予理會，有時稱「沒有這個人」或稱「已經離開」，說法不一。家屬因遍尋不果，便憤而抗議控訴中台山誘拐子女，與寺方人員發生衝突。隨後為了證實比丘尼都是自願出家，寺方還安排她們與家屬溝通，但多數家屬還是感到悲傷痛心。
惟覺則稱：希望家屬與其子女之間自行溝通，沒有拐騙等行為
。

### 土地開發爭議
2009年出刊的臺灣《壹週刊》指控，中台禪寺的第二期開發計畫涉嫌違法竊占國有土地，包括違章建築問題。亦有民眾爆料，中台禪寺於南投埔里另一處山坡地保育區內大肆濫墾該地的山林。
中台禪寺副住持釋見允法師表示，提告是她個人的權利，寺方會委託法律顧問進一步處理，並強調這純屬地主個人的開發行為，自然與寺方無關。

## 外部連結
- 维基共享资源上的相關多媒體資源：中台禪寺
- 中台世界（页面存档备份，存于）（繁體中文）